# ماغي هان
ماغي هان (بالإنجليزية: Maggie Han)‏ هي عارضة وممثلة أمريكية، ولدت في 1959 في الولايات المتحدة.

## أعمال

### أفلام
- (1987) الإمبراطور الأخير[5][6][7]

## وصلات خارجية
- ماغي هان على موقع IMDb (الإنجليزية)
- ماغي هان على موقع ألو سيني (الفرنسية)
- ماغي هان على موقع أول موفي (الإنجليزية)
- ماغي هان على موقع قاعدة بيانات الأفلام السويدية (السويدية)
- ماغي هان على موقع قاعدة بيانات الفيلم (الإنجليزية)
- ماغي هان على موقع كينوبويسك (الروسية)